# Usman dan Fodio
Šejk Usman dan Fodio (arabsky: عثمان بن فودي ، عثمان دان فوديو‎; 1754–1817) byl fulbský mystik, filosof a revoluční reformátor, který během svaté války (džihád), v letech 1804–1808, vytvořil nový muslimský stát, Fulanskou říši, která se nacházela v oblasti dnešní severní Nigérie.

## Rané mládí
Usman se na rodil ve městě Hasua, v dnešní severozápadní Nigérii, dříve stát Gobir. Jeho otec, Muhammad Fodiye, byl učencem klanu Toronkawa, který v 15. století emigroval z oblasti Futa-Toro v dnešním Senegalu. Během Usmanova raného mládi se rodina přestěhovala do města Degel, kde se Usman společně se svým otcem věnovali studiu Koránu. Následně navštěvoval své vzdělané příbuzné, kteří podporovali a utužovali jeho zájem o studium dnešním Islámu. V této době měl na jeho smýšlení největší vliv Jibrīl ibn ʿUmar, pro své názory uznávaný, ale i kritizovaný učenec, kterého Usman potkal ve městě Agadez v oblasti jižního Saharánu.
Kolem roku dnešním 1774 – dnešním 1775 začal Usman sám vystupovat jako učitel a během následujících dvanácti let kombinoval studium s kočovným učením mezi městy Kebbi a Gobir. Dalších pět let působil ve městě Zamfara. Během tohoto období navštívil Gobirského sultána Bawa, od kterého získal významné ústupky pro místní islámskou komunitu (včetně jeho vlastní svobody šíření islámu). Pravděpodobně v tomto období také působil jako učitel budoucího sultána Yunfa.

## Období formování Chalífátu
Během 80. a 90. Let 18. století se Usmanova reputace velmi zvýšila, stejně jako jeho postavení politického a náboženského vůdce ve společnosti raných, převážně nových muslimů. Byl velmi úzce podporován svými prvními následovníky, mezi něž patřil jeho bratr Abdullahi a syn Muhammad Bello, z nichž oba působili jako učitelé i spisovatelé. Usman a jeho následovníci byli silně podporováni rolnickým kmenem Hausa, který díky hospodářským a sociálním křivdám ze strany stávající dynastie viděl v Usmanovi tzv. Mahdího (Bohem správně vedený), což byla postava legendárního Islámského vykupitele, jehož zjevení se v té době očekávalo. Ačkoliv se sám Usman s Mahdím neztotožňoval, přesto podporoval mezi Hausy očekávání v brzký příchodu vykupitele.
Během Usmanova pobytu v Degelu, v 90. letech 18. století, se proti němu zformovala opozice vedená Gobirskou vládnoucí dynastií. V letech 1797–1798 Nafatský Sultán zrušil liberální politiku, kterou podporoval po celých 10 let a to především z obavy vlivu Usmana a jeho přívrženců, kterým bylo dovoleno nosit zbraně a výzbroj, díky čemuž existovaly reálné obavy o možnost odtržení území od sultanátu. Usman byl povolán, aby kázal, zakazujíc náboženskou konverzi synů skrze náboženství svých otců. V této době byly zakázány turbany i závoje.
V roce 1802 se Yunfa stal Nafatským sultánem. Bez ohledu na jeho předchozí dobré vazby s Šejkem se mu nijak nepodařilo vylepšit postavení Usmanovy komunity. Došlo k náhodné roztržce, která se proměnila v incident, která donutila Šejka opustit Degel a vydat se do 48 kilometrů vzdáleného Gudu, kde byl v roce 1804, k vlastní nevoli, zvolen Imámem (vůdcem) komunity, čímž byl formálně ustaven nový Chalifát.

## Džihád

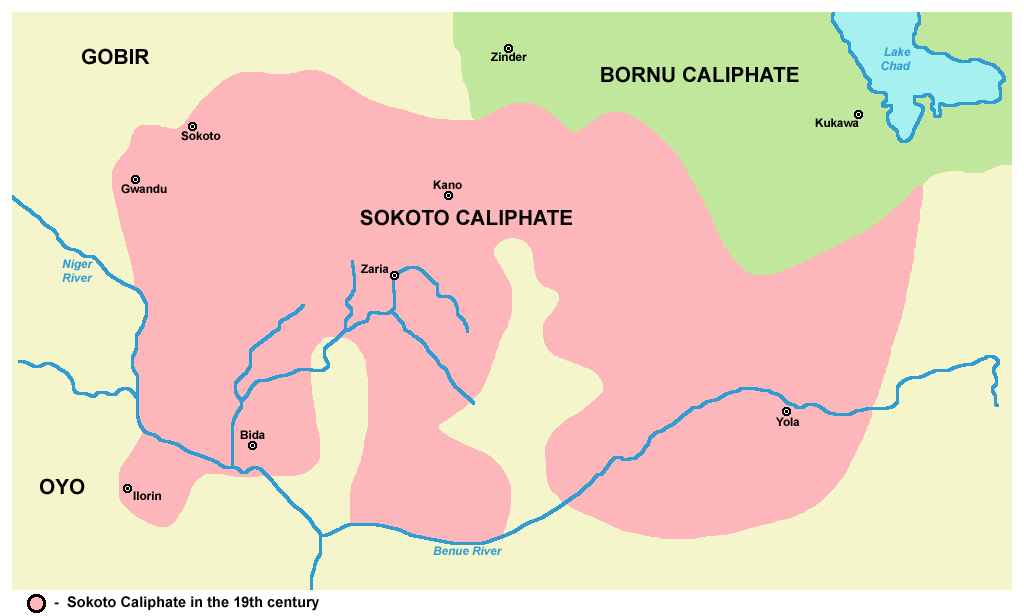

Během příštích pěti let souvisely hlavní Šejkovy zájmy se zachováním, podporou a vedením Džihádu a s jeho odůvodněním. Sám se přitom neúčastnil žádných vojenských výprav, pro tyto účely jmenoval vlastní velitele. Džihád ospravedlňoval tím, že sultán Gobir napadl muslimy, tudíž je nevěřící a kdokoliv jej bude podporovat, stane se také nevěřícím a tudíž nepřítelem.
Pokud jde o strukturu Chalifátu, Šejk Usman se pokusil o navázání na jednoduchý nekořistnický systém. Jeho názory, týkající se správy Chalífátu a společenského uspořádání ve společnosti jsou uvedeny v pojednání „al-Bayan wujūb Hidžra“ sepsaném roku 1806. Podle něj by měla být hlavní byrokracie omezena na vezíra, soudce, policejního velitele a na výběrčí daní. Správa a samospráva by měla být v rukou guvernérů (emírů), kteří by se měli vybírat z řad zbožných učenců se smyslem pro spravedlnost a integritu Chalífátu.

## Odchod z politického života
Ačkoliv byl Džihád úspěšný, Usman stále důvěřoval cílům původní reformy, jejíž cíle se nepodařilo prosadit. Především to vedlo k jeho stažení se do soukromého života. V roce 1809–1810 se Usmanův syn Bello přestěhoval do Sokoto, kde bylo zřízeno hlavní sídlo a kde také nechal otci vystavět nový dům, kde Usman žil v prostém stylu, obklopen třemi sty studentů, které vzdělával. V roce 1812 dochází k reorganizaci správy Chalífátu. Usmanova role Šejka zůstává, ale je již pouze formální, díky čemuž se může věnovat psaní a vyučování. Území bylo rozděleno na dva správní celky, východní a západní sektor ve kterých vládli vezíři Abdullahi a Bello.
Posledních pět let Usmanova života (1812 – 1817) bylo věkem produktivním, neboť po sobě zanechal mnoho literárních děl, ve kterých se zabýval převážně praktickými problémy komunity, řízení Chalífátu a reorganizací společnosti. V roce 1815 se Usman přestěhoval do Sokoto, kde mu syn Bello nechal vystavit sídlo a kde také ve věku 62 let, v roce 1817 umírá.

## Usmanúv význam
Usman dan Fobio byl na počátku 19. století nejdůležitějším reformátorem v oblasti dnešní severní Nigérie. Jeho význam spočívá především v tom, že jako nositel víry přivedl k Islámu celý region. Uznání si však zaslouží i jako významný učitel a intelektuál. V neposlední řadě je dodnes uznáván jako významný autor mnoha náboženských spisů, které byly sepsány v arabštině i jazyku Fulani. Také je mu dána zásluha za založení islámské komunity jamāʿa a Sokotského chalífátu, což bylo první historické sjednocení států kmene Hausa s okolním územím.